# Arseny Grigoryevich Golovko
Arseniy Grigoriyevich Golovko (tiếng Nga: Арсений Григорьевич Головко) (1906 – 1962) là một Đô đốc của Hải quân Xô Viết. Ông phục vụ trong quân ngũ từ thập niên 1920 cho đến tận đầu cuộc Chiến tranh Lạnh.
Ông gia nhập hải quân Xô Viết vào năm 1925 và tốt nghiệp trường đào tạo cán bộ chỉ huy hải quân Leningrad vào năm 1928. Sau đó ông phục vụ trong quân ngũ ở nhiều vị trí khác nhau. Từ năm 1937 đến 1938 ông tham gia quân tình nguyện Liên Xô giúp đỡ nước Cộng hòa Tây Ban Nha trong cuộc nội chiến diễn ra tại nước này. Sau khi về nước, ông theo học trường chiến tranh hải quân. Từ năm 1940 đến 1946 ông là chỉ huy trưởng của Hạm đội Cờ đỏ Bắc và tham chiến trong cuộc Chiến tranh vệ quốc vĩ đại (1941-1945). Chiến tranh kết thúc, Golovko tiếp tục đảm nhiệm nhiều vai trò lãnh đạo khác nhau trong hải quân, bao gồm cả việc chỉ huy Hạm đội Ban Tích. Vào năm 1956 ông là Quyền Tổng tư lệnh Hạm đội Xô Viết.
Golovko được trao thưởng 4 Huân chương Lênin, 4 Huân chương Cờ đỏ và 2 Huân chương Ushakov vì những công lao của ông trong quân ngũ. Ông cũng được trao thường nhiều huy chương của Liên Xô cũng như của các quốc gia khác.
Golovko kết hôn với một nữ diễn viên Nga nổi tiếng là Kira Nikolaevna Golovko. Con gái của họ, Natalia Arsenevna Golovko cũng là một diễn viên.